# Bank of America Stadium
El Bank of America Stadium es un estadio de fútbol americano en la ciudad de Charlotte (Carolina del Norte), Estados Unidos. Se inauguró en 1996 y se utiliza para los partidos de local de los Carolina Panthers de la National Football League.
Allí se disputa desde 2010 el partido de campeonato de la Atlantic Coast Conference de fútbol americano universitario.
El estadio albergó un partido amistoso de fútbol entre las selecciones de México e Islandia en 2010, y entre los clubes europeos AC Milan y Liverpool.
Por otra parte, The Rolling Stones realizó un concierto allí durante el Bridges To Babylon Tour en 1997. En mayo de 2025, Shakira se convirtió en la primera artista latina en presentarse en este estadio, agotando las entradas para su show como parte de Las Mujeres Ya No Lloran World Tour.

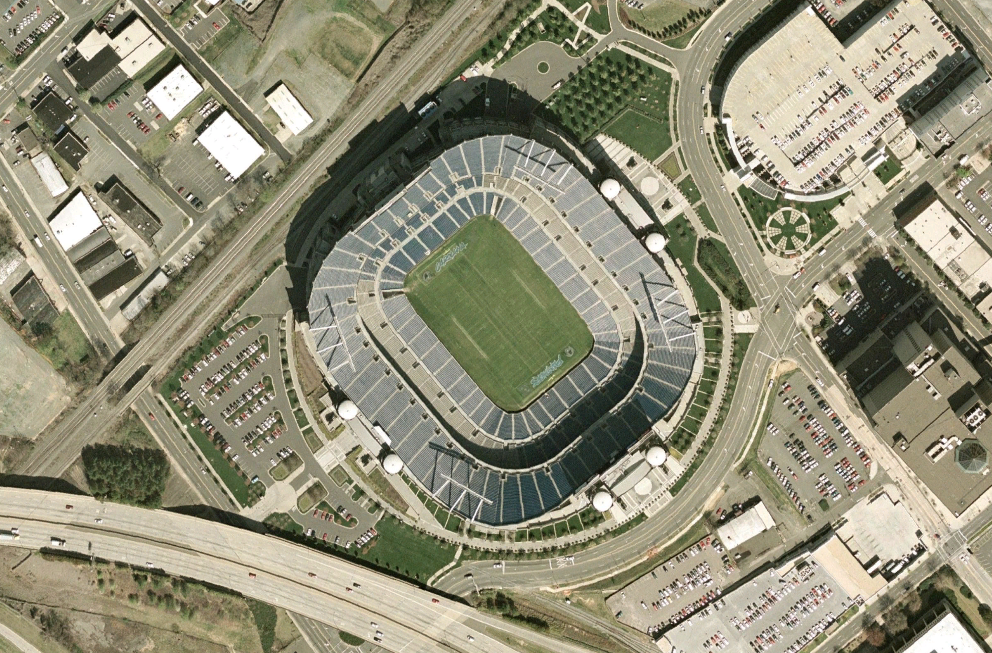
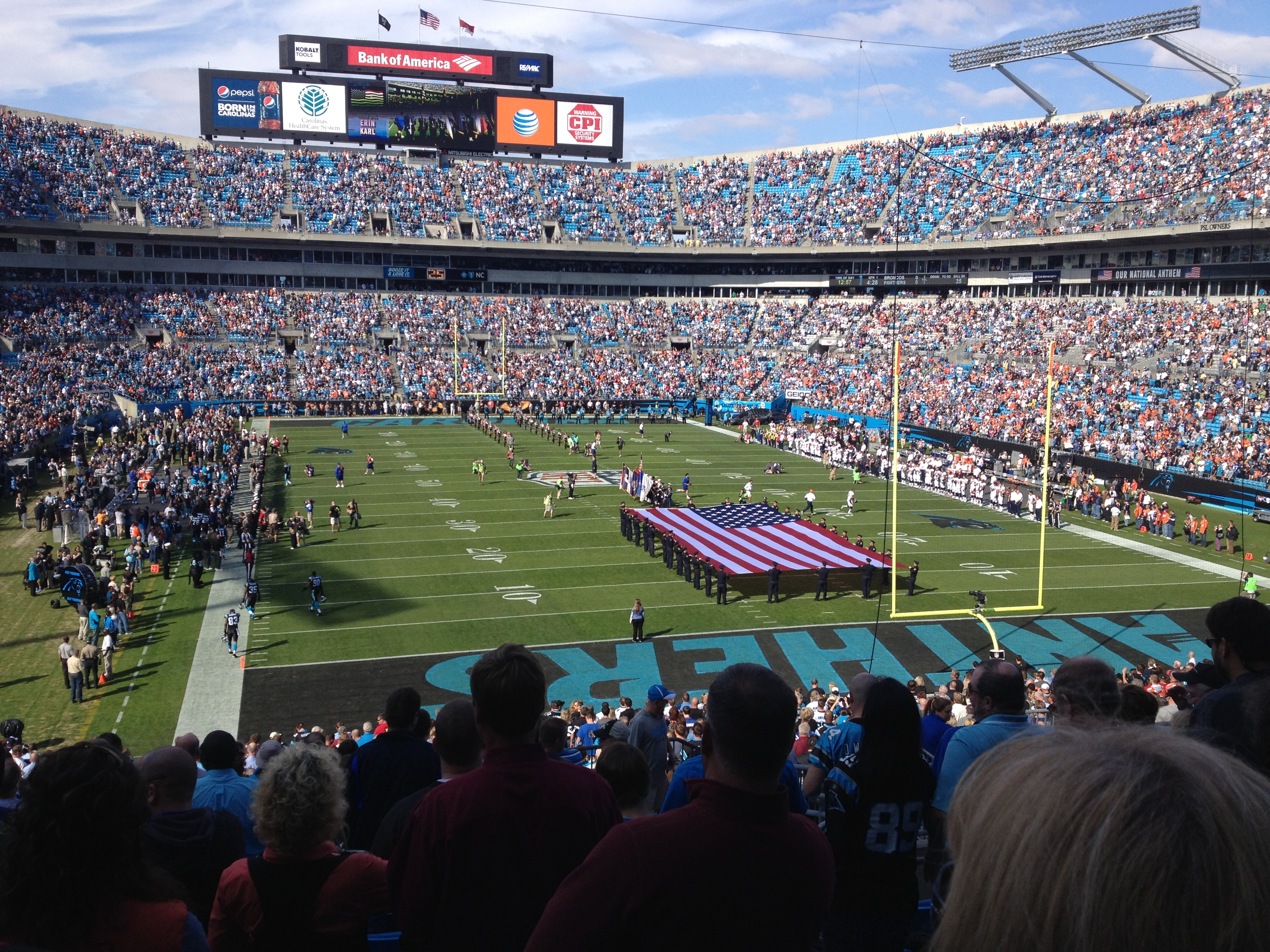

## Eventos deportivos

### Copa de Oro de la Concacaf 2015
| Fecha               | Fase         | Equipo |                   | Resultado |                              | Equipo            | Espectadores |
| ------------------- | ------------ | ------ | ----------------- | --------- | ---------------------------- | ----------------- | ------------ |
| 15 de julio de 2015 | Primera fase | Cuba   | Bandera de Cuba   | 1:0       | Bandera de Guatemala         | Guatemala         | 44 008       |
| 15 de julio de 2015 | Primera fase | México | Bandera de México | 4:4       | Bandera de Trinidad y Tobago | Trinidad y Tobago | 33 284       |

### Copa América 2024
| Fecha               | Fase                         | Equipo  |                    | Resultado    |                     | Equipo   | Espectadores |
| ------------------- | ---------------------------- | ------- | ------------------ | ------------ | ------------------- | -------- | ------------ |
| 10 de julio de 2024 | Semifinales                  | Uruguay | Bandera de Uruguay | 0:1          | Bandera de Colombia | Colombia | 70 644       |
| 13 de julio de 2024 | Partido por el tercer puesto | Canadá  | Bandera de Canadá  | 2:2 (3:4 p.) | Bandera de Uruguay  | Uruguay  | 24 386       |

### Copa Mundial de Clubes 2025
| Fecha               | Fase             | Equipo         |                     | Resultado |                       | Equipo        | Espectadores |
| ------------------- | ---------------- | -------------- | ------------------- | --------- | --------------------- | ------------- | ------------ |
| 22 de junio de 2025 | Fase de grupos   | Real Madrid    | Bandera de España   | 3:1       | Bandera de México     | Pachuca       | 70 248       |
| 24 de junio de 2025 | Fase de grupos   | Benfica        | Bandera de Portugal | 1:0       | Bandera de Alemania   | Bayern Múnich | 33 287       |
| 28 de junio de 2025 | Octavos de final | Benfica        | Bandera de Portugal | 1:4       | Bandera de Inglaterra | Chelsea       | 25 929       |
| 30 de junio de 2025 | Octavos de final | Inter de Milán | Bandera de Italia   | 0:2       | Bandera de Brasil     | Fluminense    | 20 030       |